# Gabara grisea
Gabara grisea là một loài bướm đêm trong họ Erebidae.